# 古典和量子引力
古典和量子引力（Classical and Quantum Gravity）為一本同行評審的期刊，其內容範圍涵蓋时空理論及引力物理學的各個方面。總編輯為任教於圣路易斯华盛顿大学的克利福德馬丁·威爾。依據期刊引证报告，本刊於2012年影响因子為<3.562>。

## 內容範圍
本期刊刊登範圍包括：
- 古典廣義相對論
- 相对论的應用。
- 實驗引力。
- 宇宙学及早期宇宙。
- 量子引力。
- 超引力、超弦理論及超对称。
- 相關於引力的數學物理。

## 文摘及索引
本期刊被下列資料庫所登錄索引：
- 科学引文索引（SCI）
- 現行期刊目次資料庫（Content Contents）/涵蓋物理、化學及地球科學等領域
- 斯高帕斯数据库（Scopus）
- Inspec資料庫（Inspec）
- 化学文摘社
- 國際核子資訊系統（International Nuclear Information System）
- 數學評論
- 數學評論科學網（MathSciNet）
- NASA 天體物理數據系統
- PASCAL資料庫（PASCAL （database））
- INSPIRE-HEP資料庫（INSPIRE-HEP）
- 俄羅斯科學院VINITI資料庫（VINITI）-俄羅斯科學院摘要期刊（Реферативный журнал）
- Zentralblatt-MATH資料庫（Zentralblatt MATH）

## 外部參考鏈接
- Classical and Quantum Gravity
- IOP Publishing（页面存档备份，存于）